# Simona Tabasco
Simona Tabasco (5 de abril de 1994) es una actriz italiana. Tabasco es conocida por su papel de Lucía en la segunda temporada de la serie dramática y de comedia negra de HBO The White Lotus (2021).

## Primeros años
Simona Tabasco nació en Nápoles, Italia, el 5 de abril de 1994. Tabasco es hija de un diseñador gráfico publicitario y una oficinista. Tiene un hermano gemelo llamado Marco.

## Carrera
En 2013, después de filmar dos cortometrajes en el Festival de Cine de Giffoni, Tabasco participó en la segunda temporada de la serie dramática italiana para adolescentes Fuoriclasse. Transmitido por Rai 1 en marzo de 2014, Tabasco interpretó a Aida Merlissi, una niña musulmana. El rodaje de Fuoriclasse interrumpió sus estudios en el Centro Sperimentale di Cinematografia de Roma, lo que finalmente la llevó a su expulsión debido a las repetidas ausencias. En 2014, hizo su debut cinematográfico en Pérez de Edoardo De Angelis, que recibió elogios de la crítica. Por su papel de Tea, hija del protagonista Demetrio (interpretado por Luca Zingaretti), Tabasco recibió el Premio Guglielmo Biraghi en los premios Nastro d'Argento 2015.
Desde 2020, Tabasco protagoniza el drama médico italiano Doc-Nelle tue mani, interpretando a Elisa Russo, una residente de medicina interna. En 2022 Tabasco hizo su debut internacional en la segunda temporada de la serie de antología de HBO The White Lotus. Su actuación como Lucía, una trabajadora sexual en Sicilia, recibió elogios. Brian Lowry de CNN escribió que "se siente como un papel destacado". La revista Nylon la consideró el "sangre vital" del programa y escribió: "La energía de Lucía es tan contagiosa, gracias a la actuación frenética y sin esfuerzo de Tabasco". Tabasco ganó el Premio del Sindicato de Actores de la Pantalla a la Actuación Sobresaliente de un Conjunto en una Serie Dramática junto con el elenco de The White Lotus. En febrero de 2023 Tabasco actuó junto a Sydney Sweeney en la película de terror psicológico Immaculate. En marzo de 2023, Tabasco fue incluida en la lista anual 30 Under 30 de la revista Forbes, que reconoce a las 30 personas menores de 30 años más influyentes de Europa.

## Filmografía

### Película
| Año  | Título       | Rol         | notas |
| ---- | ------------ | ----------- | ----- |
| 2014 | Pérez.       | Tea Perez   |       |
| 2016 | I babysitter | Sonia       |       |
| 2018 | Bob & Marys  | Ursula      |       |
| 2020 | The Ties     | Repartidora |       |
| 2024 | Immaculate   | Sor Mary    |       |

### Televisión
| Año           | Título                     | Rol           | Notas                             |
| ------------- | -------------------------- | ------------- | --------------------------------- |
| 2014-2015     | Fuoriclasse                | Aida Merlissi | 16 episodios                      |
| 2015-2018     | E arrivata la felicidad    | Nunzia        | 48 episodios                      |
| 2017-2021     | I bastardi di Pizzofalcone | Álex Di Nardo | 18 episodios                      |
| 2019          | 1994                       | Gabriella     | Episodio: Temporada 3, Episodio 8 |
| 2020-presente | Doc - Nelle tue mani       | Elisa Ruso    | 32 episodios                      |
| 2021          | Luna Park                  | Nora          | 6 episodios                       |
| 2022          | The White Lotus            | Lucía         | 7 episodios                       |

### Vídeos musicales
| Año  | Título                  | Artista           | notas |
| ---- | ----------------------- | ----------------- | ----- |
| 2019 | "Rosa viola"            | Ghemon            |       |
| 2019 | "Scusate se non piango" | Daniele Silvestri |       |
| 2019 | "Vento del Sud"         | Tiromancino       |       |
| 2023 | "Furore"                | Paola & Chiara    |       |